# Liste der Nummer-eins-Hits in Dänemark (2011)
Dies ist eine Liste der Nummer-eins-Hits in Dänemark im Jahr 2011. Sie basiert auf den offiziellen Album Top-40 und Track Top-40, die im Auftrag von IFPI Danmark erstellt werden. Es gab in diesem Jahr 23 Nummer-eins-Singles und 19 Nummer-eins-Alben.

## Singles
| ← 2010 ← | Liste der Nummer-eins-Hits in Dänemark | Liste der Nummer-eins-Hits in Dänemark       | Liste der Nummer-eins-Hits in Dänemark                                                                                           | 2012 →                                                                    |
| \| Zeitraum \| Wo. ges. \| Interpret \| Titel Autor(en) \| Zusätzliche Informationen \| \| (Zeitraum, Wochen auf Platz eins, Interpret, Titel, Autor[en], zusätzliche Informationen) \| \| \| \| \| \| ----------------------------------------------------------------------------------------- \| -------- \| -------------------------------------------- \| -------------------------------------------------------------------------------------------------------------------------------- \| ------------------------------------------------------------------------- \| \| 31. Dezember 2010 – 6. Januar 2011 1 Woche (insgesamt 2) \| 2 \| Xander \| Det burde ikk være sådan her Alexander Theo Linnet \| – \| \| 7. Januar 2011 – 13. Januar 2011 1 Woche \| 1 \| Kato feat. Ida Corr, Camille Jones & Johnson \| Sjus Thomas Kato Vittrup, Camille Jones, Marc Kwabena Johnson, Ahmad Darwich, Ida Corr \| – \| \| 14. Januar 2011 – 20. Januar 2011 1 Woche (insgesamt 2) \| 2 \| Xander \| Det burde ikk være sådan her Alexander Theo Linnet \| – \| \| 21. Januar 2011 – 27. Januar 2011 1 Woche \| 1 \| Britney Spears \| Hold It Against Me Max Martin, Łukasz Gottwald, Bonnie Leigh McKee, Mathieu Jomphe-Lépine \| – \| \| 28. Januar 2011 – 17. Februar 2011 3 Wochen \| 3 \| Fallulah \| Out of It Musik: Maria Christina Apetri, Fridolin Nordsø; Text: Maria Christina Apetri \| – \| \| 18. Februar 2011 – 3. März 2011 2 Wochen \| 2 \| Bruno Mars \| Grenade Claude Kelly, Peter Gene Hernandez, Christopher Steven Brown, Philip Martin Lawrence II, Ari Levine, Andrew Wyatt \| – \| \| 4. März 2011 – 17. März 2011 2 Wochen (insgesamt 3) \| 3 \| Nik & Jay \| Mod solnedgangen Niclas Genkel Petersen, Jannik Brandt Thomsen, Jon Andersson Ørom, Jules Wolfson, Kim Nitsche Damgaard Jacobsen \| – \| \| 18. März 2011 – 24. März 2011 1 Woche \| 1 \| Jokeren \| Jeg vil altid (elske dig for evigt) Lars Haagensen, Johnny Voss, Jesper Dahl \| – \| \| 25. März 2011 – 31. März 2011 1 Woche (insgesamt 3) \| 3 \| Nik & Jay \| Mod solnedgangen Niclas Genkel Petersen, Jannik Brandt Thomsen, Jon Andersson Ørom, Jules Wolfson, Kim Nitsche Damgaard Jacobsen \| – \| \| 1. April 2011 – 21. April 2011 3 Wochen \| 3 \| Sarah \| Min øjesten Alexander Theo Linnet \| Sarah Skaalum Jørgensen ist die Gewinnerin der Castingshow X-Factor 2011. \| \| 22. April 2011 – 28. April 2011 1 Woche \| 1 \| Rosa Lux feat. Alberte & Josephine Winding \| Min klub først Musik: Rosali Batzer; Text: Alberte Winding \| – \| \| 29. April 2011 – 5. Mai 2011 1 Woche \| 1 \| LMFAO feat. Lauren Bennett & GoonRock \| Party Rock Anthem Stefan Kendal Gordy, Skyler Husten Gordy, David Jamahl Listenbee, Peter Henry Schroeder III \| – \| \| 6. Mai 2011 – 12. Mai 2011 1 Woche \| 1 \| Svenstrup & Vendelboe feat. Nadia Malm \| Dybt vand Kasper Svenstrup, Thomas Vendelboe, Engelina Andrina Larsen \| – \| \| 13. Mai 2011 – 26. Mai 2011 2 Wochen \| 2 \| Alexandra Stan \| Mr. Saxobeat Andrei Nemirschi, Vasile Marcel Prodan \| – \| \| 27. Mai 2011 – 2. Juni 2011 1 Woche \| 1 \| Suspekt \| Klaus Pagh Musik: Rune Lindbo Rask, Jonas Vestergaard; Text: Andreas Duelund, Emil Simonsen \| – \| \| 3. Juni 2011 – 9. Juni 2011 1 Woche \| 1 \| Bruno Mars \| The Lazy Song Philip Martin Lawrence II, Ari Levine, Peter Gene Hernandez, Keinan Abdi Warsame \| – \| \| 10. Juni 2011 – 30. Juni 2011 3 Wochen \| 3 \| Medina \| For altid Medina Valbak, Jeppe Federspiel, Rasmus Stabell \| – \| \| 1. Juli 2011 – 11. August 2011 6 Wochen \| 6 \| Sak Noel \| Loca People (la gente esta muy loka) Isaac Mahmood Noell \| – \| \| 12. August 2011 – 1. September 2011 3 Wochen \| 3 \| Maroon 5 feat. Christina Aguilera \| Moves Like Jagger Benjamin Levi, Ammar Malik, Karl Johan Schuster, Adam Noah Levine \| – \| \| 2. September 2011 – 22. September 2011 3 Wochen \| 3 \| Rasmus Seebach \| I mine øjne Rasmus Seebach, Nicolai Seebach, Lars Ankerstjerne, Niels Brinck \| – \| \| 23. September 2011 – 29. September 2011 1 Woche \| 1 \| Nik & Ras \| Fugt i fundamentet Burhan Genç, Sarah Westen Rasmussen, Rasmus Bjerg, Nikolaj Lie Kaas, Søren Affelou Schou, Ricco Wichmann \| – \| \| 30. September 2011 – 6. Oktober 2011 1 Woche \| 1 \| Medina \| Synd for dig Medina Valbak, Rasmus Stabell, Jeppe Federspiel \| – \| \| 7. Oktober 2011 – 10. November 2011 5 Wochen (insgesamt 6) \| 6 \| Rihanna feat. Calvin Harris \| We Found Love Calvin Harris \| – \| \| 11. November 2011 – 1. Dezember 2011 3 Wochen \| 3 \| Aura Dione \| Geronimo Aura Dione, David Jost, Joacim Persson, Thomas Troelsen, Ian O’Brien-Docker \| – \| \| 2. Dezember 2011 – 8. Dezember 2011 1 Woche (insgesamt 6) \| 6 \| Rihanna feat. Calvin Harris \| We Found Love Calvin Harris \| – \| \| 9. Dezember 2011 – 12. Januar 2012 5 Wochen \| 5 \| Medina \| Kl. 10 Medina Valbak, Rasmus Stabell, Jeppe Federspiel \| – \| |                                        |                                              | |                                                                           |
| ← 2010 |                                        |                                              | | → 2012 →                                                                  |
| Zeitraum | Wo. ges.                               | Interpret                                    | Titel Autor(en) | Zusätzliche Informationen                                                 |
| (Zeitraum, Wochen auf Platz eins, Interpret, Titel, Autor[en], zusätzliche Informationen) |                                        |                                              | |                                                                           |
| 31. Dezember 2010 – 6. Januar 2011 1 Woche (insgesamt 2) | 2                                      | Xander                                       | Det burde ikk være sådan her Alexander Theo Linnet                                                                               | –                                                                         |
| 7. Januar 2011 – 13. Januar 2011 1 Woche | 1                                      | Kato feat. Ida Corr, Camille Jones & Johnson | Sjus Thomas Kato Vittrup, Camille Jones, Marc Kwabena Johnson, Ahmad Darwich, Ida Corr                                           | –                                                                         |
| 14. Januar 2011 – 20. Januar 2011 1 Woche (insgesamt 2) | 2                                      | Xander                                       | Det burde ikk være sådan her Alexander Theo Linnet                                                                               | –                                                                         |
| 21. Januar 2011 – 27. Januar 2011 1 Woche | 1                                      | Britney Spears                               | Hold It Against Me Max Martin, Łukasz Gottwald, Bonnie Leigh McKee, Mathieu Jomphe-Lépine                                        | –                                                                         |
| 28. Januar 2011 – 17. Februar 2011 3 Wochen | 3                                      | Fallulah                                     | Out of It Musik: Maria Christina Apetri, Fridolin Nordsø; Text: Maria Christina Apetri                                           | –                                                                         |
| 18. Februar 2011 – 3. März 2011 2 Wochen | 2                                      | Bruno Mars                                   | Grenade Claude Kelly, Peter Gene Hernandez, Christopher Steven Brown, Philip Martin Lawrence II, Ari Levine, Andrew Wyatt        | –                                                                         |
| 4. März 2011 – 17. März 2011 2 Wochen (insgesamt 3) | 3                                      | Nik & Jay                                    | Mod solnedgangen Niclas Genkel Petersen, Jannik Brandt Thomsen, Jon Andersson Ørom, Jules Wolfson, Kim Nitsche Damgaard Jacobsen | –                                                                         |
| 18. März 2011 – 24. März 2011 1 Woche | 1                                      | Jokeren                                      | Jeg vil altid (elske dig for evigt) Lars Haagensen, Johnny Voss, Jesper Dahl                                                     | –                                                                         |
| 25. März 2011 – 31. März 2011 1 Woche (insgesamt 3) | 3                                      | Nik & Jay                                    | Mod solnedgangen Niclas Genkel Petersen, Jannik Brandt Thomsen, Jon Andersson Ørom, Jules Wolfson, Kim Nitsche Damgaard Jacobsen | –                                                                         |
| 1. April 2011 – 21. April 2011 3 Wochen | 3                                      | Sarah                                        | Min øjesten Alexander Theo Linnet                                                                                                | Sarah Skaalum Jørgensen ist die Gewinnerin der Castingshow X-Factor 2011. |
| 22. April 2011 – 28. April 2011 1 Woche | 1                                      | Rosa Lux feat. Alberte & Josephine Winding   | Min klub først Musik: Rosali Batzer; Text: Alberte Winding                                                                       | –                                                                         |
| 29. April 2011 – 5. Mai 2011 1 Woche | 1                                      | LMFAO feat. Lauren Bennett & GoonRock        | Party Rock Anthem Stefan Kendal Gordy, Skyler Husten Gordy, David Jamahl Listenbee, Peter Henry Schroeder III                    | –                                                                         |
| 6. Mai 2011 – 12. Mai 2011 1 Woche | 1                                      | Svenstrup & Vendelboe feat. Nadia Malm       | Dybt vand Kasper Svenstrup, Thomas Vendelboe, Engelina Andrina Larsen                                                            | –                                                                         |
| 13. Mai 2011 – 26. Mai 2011 2 Wochen | 2                                      | Alexandra Stan                               | Mr. Saxobeat Andrei Nemirschi, Vasile Marcel Prodan                                                                              | –                                                                         |
| 27. Mai 2011 – 2. Juni 2011 1 Woche | 1                                      | Suspekt                                      | Klaus Pagh Musik: Rune Lindbo Rask, Jonas Vestergaard; Text: Andreas Duelund, Emil Simonsen                                      | –                                                                         |
| 3. Juni 2011 – 9. Juni 2011 1 Woche | 1                                      | Bruno Mars                                   | The Lazy Song Philip Martin Lawrence II, Ari Levine, Peter Gene Hernandez, Keinan Abdi Warsame                                   | –                                                                         |
| 10. Juni 2011 – 30. Juni 2011 3 Wochen | 3                                      | Medina                                       | For altid Medina Valbak, Jeppe Federspiel, Rasmus Stabell                                                                        | –                                                                         |
| 1. Juli 2011 – 11. August 2011 6 Wochen | 6                                      | Sak Noel                                     | Loca People (la gente esta muy loka) Isaac Mahmood Noell                                                                         | –                                                                         |
| 12. August 2011 – 1. September 2011 3 Wochen | 3                                      | Maroon 5 feat. Christina Aguilera            | Moves Like Jagger Benjamin Levi, Ammar Malik, Karl Johan Schuster, Adam Noah Levine                                              | –                                                                         |
| 2. September 2011 – 22. September 2011 3 Wochen | 3                                      | Rasmus Seebach                               | I mine øjne Rasmus Seebach, Nicolai Seebach, Lars Ankerstjerne, Niels Brinck                                                     | –                                                                         |
| 23. September 2011 – 29. September 2011 1 Woche | 1                                      | Nik & Ras                                    | Fugt i fundamentet Burhan Genç, Sarah Westen Rasmussen, Rasmus Bjerg, Nikolaj Lie Kaas, Søren Affelou Schou, Ricco Wichmann      | –                                                                         |
| 30. September 2011 – 6. Oktober 2011 1 Woche | 1                                      | Medina                                       | Synd for dig Medina Valbak, Rasmus Stabell, Jeppe Federspiel                                                                     | –                                                                         |
| 7. Oktober 2011 – 10. November 2011 5 Wochen (insgesamt 6) | 6                                      | Rihanna feat. Calvin Harris                  | We Found Love Calvin Harris | –                                                                         |
| 11. November 2011 – 1. Dezember 2011 3 Wochen | 3                                      | Aura Dione                                   | Geronimo Aura Dione, David Jost, Joacim Persson, Thomas Troelsen, Ian O’Brien-Docker                                             | –                                                                         |
| 2. Dezember 2011 – 8. Dezember 2011 1 Woche (insgesamt 6) | 6                                      | Rihanna feat. Calvin Harris                  | We Found Love Calvin Harris | –                                                                         |
| 9. Dezember 2011 – 12. Januar 2012 5 Wochen | 5                                      | Medina                                       | Kl. 10 Medina Valbak, Rasmus Stabell, Jeppe Federspiel                                                                           | –                                                                         |

## Alben
| ← 2010 ← | Liste der Nummer-eins-Hits in Dänemark | Liste der Nummer-eins-Hits in Dänemark | Liste der Nummer-eins-Hits in Dänemark | 2012 →                    |
| \| Zeitraum \| Wo. ges. \| Interpret \| Titel \| Zusätzliche Informationen \| \| (Zeitraum, Wochen auf Platz eins, Interpret, Titel, zusätzliche Informationen) \| \| \| \| \| \| ------------------------------------------------------------------------------ \| -------- \| -------------------------- \| ---------------------- \| ------------------------- \| \| 31. Dezember 2010 – 6. Januar 2011 1 Woche (insgesamt 3) \| 3 \| Take That \| Progress \| – \| \| 7. Januar 2011 – 24. Februar 2011 7 Wochen \| 7 \| Agnes Obel \| Philharmonics \| – \| \| 25. Februar 2011 – 10. März 2011 2 Wochen \| 2 \| TV-2 \| Showtime \| – \| \| 11. März 2011 – 24. März 2011 2 Wochen (insgesamt 5) \| 5 \| (Verschiedene Interpreten) \| Melodi Grand Prix 2011 \| – \| \| 25. März 2011 – 31. März 2011 1 Woche \| 1 \| L.O.C. \| Libertiner \| – \| \| 1. April 2011 – 21. April 2011 3 Wochen (insgesamt 5) \| 5 \| (Verschiedene Interpreten) \| Melodi Grand Prix 2011 \| – \| \| 22. April 2011 – 5. Mai 2011 2 Wochen \| 2 \| Kato \| Discolized 2.0 \| – \| \| 6. Mai 2011 – 2. Juni 2011 4 Wochen (insgesamt 5) \| 5 \| Nik & Jay \| Engle eller dæmoner \| – \| \| 3. Juni 2011 – 9. Juni 2011 1 Woche \| 1 \| Lady Gaga \| Born This Way \| – \| \| 10. Juni 2011 – 16. Juni 2011 1 Woche (insgesamt 5) \| 5 \| Nik & Jay \| Engle eller dæmoner \| – \| \| 17. Juni 2011 – 30. Juni 2011 2 Wochen (insgesamt 11) \| 11 \| Adele \| 21 \| – \| \| 1. Juli 2011 – 7. Juli 2011 1 Woche \| 1 \| Bon Iver \| Bon Iver \| – \| \| 8. Juli 2011 – 21. Juli 2011 2 Wochen (insgesamt 11) \| 11 \| Adele \| 21 \| – \| \| 22. Juli 2011 – 28. Juli 2011 1 Woche \| 1 \| Take That \| Progress \| – \| \| 29. Juli 2011 – 18. August 2011 3 Wochen (insgesamt 11) \| 11 \| Adele \| 21 \| – \| \| 19. August 2011 – 25. August 2011 1 Woche \| 1 \| Sarah \| Hjerteskud \| – \| \| 26. August 2011 – 8. September 2011 2 Wochen (insgesamt 11) \| 11 \| Adele \| 21 \| – \| \| 9. September 2011 – 15. September 2011 1 Woche \| 1 \| Red Hot Chili Peppers \| I’m with You \| – \| \| 16. September 2011 – 22. September 2011 1 Woche \| 1 \| I Got You on Tape \| Church of the Real \| – \| \| 23. September 2011 – 29. September 2011 1 Woche \| 1 \| Suspekt \| Elektra \| – \| \| 30. September 2011 – 6. Oktober 2011 1 Woche \| 1 \| Malk de Koijn \| Toback to the Fromtime \| – \| \| 7. Oktober 2011 – 13. Oktober 2011 1 Woche \| 1 \| Kandis \| Kandis 14 \| – \| \| 14. Oktober 2011 – 27. Oktober 2011 2 Wochen \| 2 \| (Verschiedene Interpreten) \| Toppen af poppen 2 \| – \| \| 28. Oktober 2011 – 5. Januar 2012 10 Wochen (insgesamt 18) \| 18 \| Rasmus Seebach \| Mer’ end kærlighed \| – \| |                                        |                                        |                                        |                           |
| ← 2010 |                                        |                                        |                                        | → 2012 →                  |
| Zeitraum | Wo. ges.                               | Interpret                              | Titel                                  | Zusätzliche Informationen |
| (Zeitraum, Wochen auf Platz eins, Interpret, Titel, zusätzliche Informationen) |                                        |                                        |                                        |                           |
| 31. Dezember 2010 – 6. Januar 2011 1 Woche (insgesamt 3) | 3                                      | Take That                              | Progress                               | –                         |
| 7. Januar 2011 – 24. Februar 2011 7 Wochen | 7                                      | Agnes Obel                             | Philharmonics                          | –                         |
| 25. Februar 2011 – 10. März 2011 2 Wochen | 2                                      | TV-2                                   | Showtime                               | –                         |
| 11. März 2011 – 24. März 2011 2 Wochen (insgesamt 5) | 5                                      | (Verschiedene Interpreten)             | Melodi Grand Prix 2011                 | –                         |
| 25. März 2011 – 31. März 2011 1 Woche | 1                                      | L.O.C.                                 | Libertiner                             | –                         |
| 1. April 2011 – 21. April 2011 3 Wochen (insgesamt 5) | 5                                      | (Verschiedene Interpreten)             | Melodi Grand Prix 2011                 | –                         |
| 22. April 2011 – 5. Mai 2011 2 Wochen | 2                                      | Kato                                   | Discolized 2.0                         | –                         |
| 6. Mai 2011 – 2. Juni 2011 4 Wochen (insgesamt 5) | 5                                      | Nik & Jay                              | Engle eller dæmoner                    | –                         |
| 3. Juni 2011 – 9. Juni 2011 1 Woche | 1                                      | Lady Gaga                              | Born This Way                          | –                         |
| 10. Juni 2011 – 16. Juni 2011 1 Woche (insgesamt 5) | 5                                      | Nik & Jay                              | Engle eller dæmoner                    | –                         |
| 17. Juni 2011 – 30. Juni 2011 2 Wochen (insgesamt 11) | 11                                     | Adele                                  | 21                                     | –                         |
| 1. Juli 2011 – 7. Juli 2011 1 Woche | 1                                      | Bon Iver                               | Bon Iver                               | –                         |
| 8. Juli 2011 – 21. Juli 2011 2 Wochen (insgesamt 11) | 11                                     | Adele                                  | 21                                     | –                         |
| 22. Juli 2011 – 28. Juli 2011 1 Woche | 1                                      | Take That                              | Progress                               | –                         |
| 29. Juli 2011 – 18. August 2011 3 Wochen (insgesamt 11) | 11                                     | Adele                                  | 21                                     | –                         |
| 19. August 2011 – 25. August 2011 1 Woche | 1                                      | Sarah                                  | Hjerteskud                             | –                         |
| 26. August 2011 – 8. September 2011 2 Wochen (insgesamt 11) | 11                                     | Adele                                  | 21                                     | –                         |
| 9. September 2011 – 15. September 2011 1 Woche | 1                                      | Red Hot Chili Peppers                  | I’m with You                           | –                         |
| 16. September 2011 – 22. September 2011 1 Woche | 1                                      | I Got You on Tape                      | Church of the Real                     | –                         |
| 23. September 2011 – 29. September 2011 1 Woche | 1                                      | Suspekt                                | Elektra                                | –                         |
| 30. September 2011 – 6. Oktober 2011 1 Woche | 1                                      | Malk de Koijn                          | Toback to the Fromtime                 | –                         |
| 7. Oktober 2011 – 13. Oktober 2011 1 Woche | 1                                      | Kandis                                 | Kandis 14                              | –                         |
| 14. Oktober 2011 – 27. Oktober 2011 2 Wochen | 2                                      | (Verschiedene Interpreten)             | Toppen af poppen 2                     | –                         |
| 28. Oktober 2011 – 5. Januar 2012 10 Wochen (insgesamt 18) | 18                                     | Rasmus Seebach                         | Mer’ end kærlighed                     | –                         |

## Jahreshitparaden
| ← 2010 ← | Liste der Nummer-eins-Hits in Dänemark | Liste der Nummer-eins-Hits in Dänemark            | Liste der Nummer-eins-Hits in Dänemark | 2012 →   |
| \| Singles \| Position# \| Alben \| \| --------------------------------------------------------------------------------------------------------------------------------------------------- \| --------- \| ------------------------------------------------- \| \| Moves Like Jagger Maroon 5 feat. Christina Aguilera Benjamin Levi, Ammar Malik, Karl Johan Schuster, Adam Noah Levine \| 1 \| Mer’ end kærlighed Rasmus Seebach \| \| I mine øjne Rasmus Seebach Rasmus Seebach, Nicolai Seebach, Lars Ankerstjerne, Niels Brinck \| 2 \| 21 Adele \| \| Out of It Fallulah Musik: Maria Christina Apetri, Fridolin Nordsø; Text: Maria Christina Apetri \| 3 \| Philharmonics Agnes Obel \| \| Grenade Bruno Mars Claude Kelly, Peter Gene Hernandez, Christopher Steven Brown, Philip Martin Lawrence II, Ari Levine, Andrew Wyatt \| 4 \| Burhan G \| \| Jeg’ i live Burhan G Jens Rugsted \| 5 \| Melodi Grand Prix 2011 (Verschiedene Interpreten) \| \| Mod solnedgangen Nik & Jay Niclas Genkel Petersen, Jannik Brandt Thomsen, Jon Andersson Ørom, Jules Wolfson, Kim Nitsche Damgaard Jacobsen \| 6 \| Engle eller dæmoner Nik & Jay \| \| For altid Medina Medina Valbak, Jeppe Federspiel, Rasmus Stabell \| 7 \| Rasmus Seebach \| \| We Found Love Rihanna feat. Calvin Harris \| 8 \| Doo-Wops & Hooligans Bruno Mars \| \| Party Rock Anthem LMFAO feat. Lauren Bennett & GoonRock Stefan Kendal Gordy, Skyler Husten Gordy, David Jamahl Listenbee, Peter Henry Schroeder III \| 9 \| Toback to the Fromtime Malk de Koijn \| \| Rolling in the Deep Adele Paul Richard Epworth, Adele Laurie Blue Adkins \| 10 \| Libertiner L.O.C. \| |                                        |                                                   |                                        |          |
| ← 2010 |                                        |                                                   |                                        | → 2012 → |
| Singles | Position#                              | Alben                                             |                                        |          |
| Moves Like Jagger Maroon 5 feat. Christina Aguilera Benjamin Levi, Ammar Malik, Karl Johan Schuster, Adam Noah Levine | 1                                      | Mer’ end kærlighed Rasmus Seebach                 |                                        |          |
| I mine øjne Rasmus Seebach Rasmus Seebach, Nicolai Seebach, Lars Ankerstjerne, Niels Brinck | 2                                      | 21 Adele                                          |                                        |          |
| Out of It Fallulah Musik: Maria Christina Apetri, Fridolin Nordsø; Text: Maria Christina Apetri | 3                                      | Philharmonics Agnes Obel                          |                                        |          |
| Grenade Bruno Mars Claude Kelly, Peter Gene Hernandez, Christopher Steven Brown, Philip Martin Lawrence II, Ari Levine, Andrew Wyatt | 4                                      | Burhan G                                          |                                        |          |
| Jeg’ i live Burhan G Jens Rugsted | 5                                      | Melodi Grand Prix 2011 (Verschiedene Interpreten) |                                        |          |
| Mod solnedgangen Nik & Jay Niclas Genkel Petersen, Jannik Brandt Thomsen, Jon Andersson Ørom, Jules Wolfson, Kim Nitsche Damgaard Jacobsen | 6                                      | Engle eller dæmoner Nik & Jay                     |                                        |          |
| For altid Medina Medina Valbak, Jeppe Federspiel, Rasmus Stabell | 7                                      | Rasmus Seebach                                    |                                        |          |
| We Found Love Rihanna feat. Calvin Harris | 8                                      | Doo-Wops & Hooligans Bruno Mars                   |                                        |          |
| Party Rock Anthem LMFAO feat. Lauren Bennett & GoonRock Stefan Kendal Gordy, Skyler Husten Gordy, David Jamahl Listenbee, Peter Henry Schroeder III | 9                                      | Toback to the Fromtime Malk de Koijn              |                                        |          |
| Rolling in the Deep Adele Paul Richard Epworth, Adele Laurie Blue Adkins | 10                                     | Libertiner L.O.C.                                 |                                        |          |